# Ротонда (Асти)
Ротонда је насеље у Италији у округу Асти, региону Пијемонт.
Према процени из 2011. у насељу је живело 41 становника. Насеље се налази на надморској висини од 171 м.